# Hermann Herbold
Hermann Gustav Herbold (* 3. November 1906 in Mannheim; † 29. März 1985 in Heidelberg) war ein deutscher Ruderer.

## Biografie
Hermann Herbold nahm bei den Olympischen Sommerspielen 1928 in Amsterdam mit seinem Verein dem Mannheimer Ruderverein Amicitia von 1876 in der Achter-Regatta teil. Jedoch konnte das Boot den Finallauf nicht erreichen und wurde im Endklassement Fünfter. Herbold wurde zwischen 1928 und 1930 dreimal Deutscher Meister im Achter und zweimal im Vierer ohne Steuermann.